# Abouna
Abouna er en tchadisk spillefilm fra 2003, instrueret af Mahamat Saleh Haroun. Den blev filmet i Gaoui og N'Djamena i Tchad og har vundet følgende priser:
- 2002 Hong Kong International Film Festival: Firebird Award – Special Mention
- 2002 Kerala International Film Festival: FIPRESCI-prisen og Golden Crow Pheasant
- 2003 Ouagadougou Panafrican Film and Television Festival: Baobab Seed Award, Best Cinematography, INALCO Award og UNICEF Award for Childhood